# Холм (Калужская область)
Холм — село в Хвастовичском районе Калужской области России. Входит в состав сельского поселения «Село Подбужье».

## География
Село находится в южной части Калужской области, в зоне хвойно-широколиственных лесов, в пределах Брянско-Жиздринского Полесья, к югу от автодороги 29Н-144, на расстоянии примерно 4 километров (по прямой) к западу от села Хвастовичи, административного центра района. Абсолютная высота — 213 метров над уровнем моря.

### Климат
Климат характеризуется как умеренно континентальный, с тёплым летом и умеренно морозной зимой. Среднегодовая многолетняя температура воздуха составляет 4 — 5,6 °С. Средняя температура воздуха самого тёплого месяца (июля) — 18,5 °C (абсолютный максимум — 39 °C); самого холодного (января) — −10 — −8,9 °C (абсолютный минимум — −46 °C). Безморозный период длится в среднем 149 дней. Среднегодовое количество атмосферных осадков составляет 654 мм, из которых 441 мм выпадает в период с апреля по октябрь. Снежный покров держится в течение 130—145 дней.

### Часовой пояс
Село Холм, как и вся Калужская область, находится в часовой зоне МСК (московское время). Смещение применяемого времени относительно UTC составляет +3:00.

## Население
| 2002 | 2010 |
| ---- | ---- |
| 0    | →0   |